# Jenna Santoromito
Jenna Santoromito, född 21 januari 1987 i Sydney, är en australisk vattenpolospelare. Hon är syster till Mia Santoromito.
Santoromito ingick i Australiens damlandslag i vattenpolo i OS-turneringen 2008 där Australien tog brons. Hon gjorde ett mål i turneringen. Systern Mia Santoromito var med i samma OS-trupp.